# 呉伯雄
呉 伯雄（ご はくゆう、繁: 吳 伯雄、1939年（昭和14年）6月19日 - ）は、中華民国（台湾）の政治家。

## 経歴
台湾新竹州（現桃園市）の客家の家庭に生まれる。子供のころ、おじの呉鴻麒（九州帝国大学医学博士）が二・二八事件の被害者となった。兄は現在、東京に住んでいるという。
国立成功大学工商管理学科を卒業後、高級職業学校の教員を経て1968年に台湾省議会の議員として政界入りし、1972年に桃園県長。李登輝総統時代に、内政部長、台北市長、総統府秘書長、総統府資政、国民党秘書長など要職を歴任。李登輝総統退任後の2000年6月からは国民党副主席を務めた。2007年2月、当時の馬英九国民党主席の辞任（特別費横領罪で起訴されたため）を受けて党代理主席を務め、同年4月の党主席選で対抗馬の洪秀柱に圧勝して正式に党主席に就任した。
2008年5月には台湾の与党党首として初めて中華人民共和国を訪問し、胡錦濤中国共産党総書記とのトップ会談を実現。同年8月の北京オリンピック開会式と2010年の上海万博開幕式にも連戦党名誉主席、宋楚瑜らと出席して胡錦濤総書記と再び会見している。
2008年12月、連戦党名誉主席らとともに訪中、第4回両岸経済貿易文化フォーラムに参加した。2009年5月にも胡錦涛総書記と会談、両岸経済協力枠組協議の協議入りを話し合った。同年6月、任期満了に伴う党主席選に出馬せず、党主席の座を馬英九総統に譲る意向を表明した。2009年10月、馬英九総統が国民党主席に就任すると、国民党名誉主席となる。国民党名誉主席は、連戦と2人体制となる。

## 日本との関連
2008年12月7日から13日まで、与党党首として公式訪日し、森喜朗元首相や鳩山由紀夫民主党幹事長、石原慎太郎東京都知事など政界要人と会談。呉は、訪日目的が「台日関係の強化」にあり、馬英九総統の「台日関係は特殊なパートナー」というメッセージを伝達しに来たと表明した。尖閣諸島問題では「基本的立場は異なっていても、主権問題を棚上げし、共同資源開発や漁業権問題等、協力することはできる。これは台湾・中華民国と日本の問題であり、複雑化は望まない」と述べ、尖閣諸島周辺での海洋調査活動を活発化させている中国との違いを強調した。